# لبرینگ زانکت مارگارتن
لبرینگ زانکت مارگارتن (به آلمانی: Lebring-Sankt Margarethen) یک منطقهٔ مسکونی در اتریش است که در لیبنیتس واقع شده است. لبرینگ زانکت مارگارتن ۷٫۵۹ کیلومتر مربع مساحت دارد ۲۸۶ متر بالاتر از سطح دریا واقع شده است.